# بوبيو أورسيس

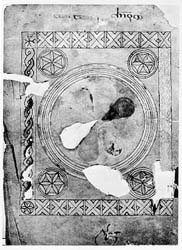
الصفحة الأولى من مخطوطة بوبيو أورسيس، أقدم عمل مكتوب ومرسوم بالفن الجزيري على الإطلاق.

بوبيو أورسيس هي مخطوطة من أوائل القرن السابع الميلادي من نوع الفن جزيري. تحتوي المخطوطة على 48 ورقة وتبلغ مساحتها 210 في 150   مم. ويعتقد أنه تم كتابتها في منسخ دير بوبيو.
1. 1 2 3 4  وصلة مرجع: http://ambrosiana.comperio.it/opac/detail/view/ambro:catalog:68970.